# Красный Десант (Неклиновский район)
Красный Десант — хутор в Неклиновском районе Ростовской области.
Административный центр Поляковского сельского поселения.

## География

### Улицы
| - ул. Гагарина, - ул. Новая, - ул. Октябрьская, - ул. Октябрьская, - ул. Петровская, - ул. Пионерская, - ул. Садовая, | - ул. Северная, - ул. Смирнова, - ул. Снежная, - ул. Степная, - ул. Фрунзе, - ул. Чехова, - ул. Чкалова. |

## История
Сельцо Марьевка было основано капитаном фрегата «Феникс», участником Русско-турецкой войны в 1768-1774 годов — Георгием Бенардаки, греком по национальности. Приняв русское подданство, он в 1771 году получил землю на Миусском полуострове, которой императрица Екатерина II одаривала всех, кто возводил её на престол или был её сподвижником. После 1874 года земля перешла в собственность Якова Соломоновича Полякова, а Марьевка была переименована в Поляковку. В советское время хутор был назван Красный Десант в честь военной операции Красной армии по овладению Таганрогом «Красный десант».
2 ноября 2014 года на хуторе были открыты единственные в Ростовской области два участка для беженцев из ДНР и ЛНР, на которых они смогли проголосовать на первых в истории республик президентско-парламентских выборах.

## Население
| 2010 |
| ---- |
| 1020 |

## Достопримечательности
- Памятник бойцам Красного десанта (скульптор В. В. Руссо).
- Церковь Марии Магдалины.

## Известные уроженцы
- Меткалёв, Анатолий Григорьевич (1896—1956) — советский военачальник, генерал-лейтенант артиллерии (1944).